# Chapelle en bois de la Sainte-Parascève de Sepci
Pour les articles homonymes, voir Église de la Sainte-Parascève.
L'église en bois de la Sainte-Parascève de Sepci (en serbe cyrillique : Капела брвнара Цвете Петке у Сепцима ; en serbe latin : Kapela brvnara Cvete Petke u Sepcima) est une église orthodoxe serbe située à Sepci, dans le district de Šumadija et dans la municipalité de Rača en Serbie. Elle est inscrite sur la liste des monuments culturels protégés de la république de Serbie (identifiant no SK 356).

## Présentation
Selon la tradition locale, l'église, dédiée à la sainte Parascève, aurait été construite à la fin du XVIIIe siècle et au début du XIXe siècle. Elle a vraisemblablement été édifiée vers 1830, au moment où l'actuel village de Sepci a été créé de la fusion des villages de Sepce et de Petrovac.
L'église a été utilisée pour les mariages, les baptême et les fêtes religieuses jusqu'en 1910 ; cette année-là, elle a été fermée aux fidèles après la construction des églises de Klek et de Natalinci. Elle a été complètement restaurée en 2002.